# 도덕극
도덕극(morality play, 道德劇)은 중세와 튜더 시대 초기 유행한 장르이다.
1375년 이후 체스터서 헨리 프란시스가 성서의 일부를 영어의 대화조로 각색, 영어로 된 성서극의 길을 개척했다. 이 무렵 영국의 교회는 인심교화를 위해 성서의 낭독이나 설교 대신에 그것을 도덕적인 극의 형식으로 상연할 것을 권장했다. 여기서 종교극과 세속극과의 중간에 놓여있는 도덕극이라는 새 장르가 생겨났다. 선과 악, 신과 악마가 인간의 영혼을 획득하려고 서로 싸우는 그 중심 주제는 아직 중세기에서는 15세기 말의 대표작 "에브리먼"처럼 화해적 결말로 끝나고 있으나 그 후 바로크 시대로 계승되어 근대적 갈등극의 뿌리를 박았다.
독일어권에서 프랑스의 뒤를 이은 곳은 오늘날의 스위스 북서부이다. 13세기 중엽에는 아르가우의 베네딕트회 수도원 무리에서 독일어 최초의 종교극이 태어나고, 그 뒤 20-30년이 지나 무리의 계통을 이은 잔크트 갈렌 성탄제극이 나타난다. 그러나 13세기 말에 마인츠 지방에 탄생한 '라인부활제극'은 무리와 관계가 없으며 오히려 라틴어의 전통을 직접 계승한 것이라고 할 수 있다. 독일어권에는 순교자극이나 마리아 기적극이 프랑스만큼은 많지 않다.